# Stadt Frankfurt

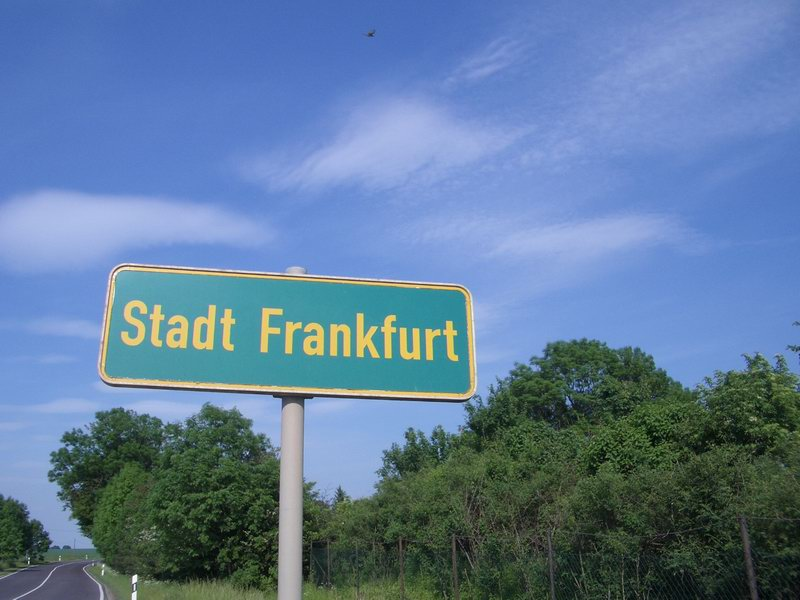
Ortsschild von Stadt Frankfurt

Stadt Frankfurt ist ein zum Ortsteil Stadt Wanzleben der Stadt Wanzleben-Börde gehörendes Dorf in Sachsen-Anhalt.

## Lage
Die kleine Siedlung in der Magdeburger Börde hat 35 Einwohner (Stand 2008) und liegt südwestlich von Wanzleben, südlich der von Oschersleben nach Wanzleben führenden Bundesstraße 246. In der Nähe befindet sich eine kleine Erhebung mit einer Höhe von 113 Metern. Nördlich von Stadt Frankfurt stehen die alten Landwehrtürme Blaue und Weiße Warte. Im Umfeld des Orts liegen diverse Wüstungen, so Niendorf, Wendisch-Schaaftal, Zennewitz, Hohenwenden und Kotzlitz.
Im Ort gibt es einen Baumbestand aus Ahorn, Birken, Eschen, Linden und kanadischer Pappel.

## Geschichte
Die Ansiedlung ging aus einem Gasthof Zur Stadt Frankfurt hervor, dem die Siedlung ihren angesichts ihrer geringen Größe ungewöhnlichen Namen verdankt.
Eine erste urkundliche Erwähnung des Gasthofs stammt aus dem Jahr 1825. Zu diesem Zeitpunkt ist der Gasthof auf der Karte des Landräthlichen Kreises Neuhaldensleben verzeichnet. Die heutige Bundesstraße war ursprünglich die Poststraße Magdeburg–Halberstadt. Das tatsächliche Baujahr und der Gründer des Gasthofs sind nicht überliefert. Vermutlich entstand er Anfang des 19. Jahrhunderts. Auch der Grund der Benennung des Gasthofs ist unbekannt.
1842 wird der Gasthof als zur Gemeinde Klein Oschersleben, 1864 als zu Wanzleben gehörig aufgeführt.
1861 zählte man 7 Einwohner in drei Haushalten. Anfang der 1860er Jahre wurde im Ort ein Vorwerk des Ritterguts Groß Germersleben eingerichtet. Es bestand dann jedoch auch eine Schnitterkaserne, in der 60 Saisonarbeiter untergebracht wurden. Zum Bau der Schnitterkaserne wurden Bruchsteine aus der Ummantelung der Blauen Warte genutzt. Neben einer Schafherde und zwei Pferden hielt man 60 Ochsen. Das Vorwerk war von einer hohen Mauer umgeben. Abends wurde das große Hoftor geschlossen. Pferde- und Schafstall befanden sich an der westlichen Seite des Hofs. Die Ostseite wurde von der Schnitterkaserne, dem Wohnhaus und Ställen eingenommen. Waschküche, Geräteschuppen und vor allem Ochsenställe standen auf der Südseite.
Die Einwohnerzahl wurde dann 1879 mit 48 und 1885 mit 68 angegeben. Später sank die Bevölkerungszahl wieder.
1884 wurde von der Firma Korn aus Wanzleben ein Anbau am Wohngebäude des Vorwerks angefügt. Zumindest im Jahr 1885 war der Gasthof der Ort der Holz-Versteigerung der Hölzer, die beim Ausästen der Chausseebäume anfielen. 1888 lebten noch 56 Menschen in Stadt Frankfurt. Im Jahr 1899 schloss der über einen Biergarten verfügende Gasthof. Allerdings wurde er wohl kurze Zeit später wieder eröffnet. Zumindest übernachtete im Herbst 1900 der Lebensreformer gustaf nagel in Stadt Frankfurt. Er war zu Fuß auf der Reise in Richtung Süddeutschland, Schweiz und Italien unterwegs. Im Gasthof versuchten anwesende Gäste den abstinent lebenden Nagel zum Trinken alkoholischer Getränke zu animieren. Nagel blieb jedoch bei Wasser und Obst.
Im Jahr 1910 wurde die Schnitterkaserne erweitert. Eine alte Scheune befand sich südwestlich von Stadt Frankfurt und war von Pappeln umgeben.
Für 1945 wird die Einwohnerzahl mit 35 bis 40 angegeben. Es wurden dann am Ende des Zweiten Weltkrieges aus Ostpreußen, Pommern und dem Sudetenland Vertriebene angesiedelt. Durch die Bodenreform erfolgte eine Enteignung des Eigentums am Vorwerk. Es wurden zehn Neubauernstellen gebildet, die mit jeweils 5 Hektar Acker- und 12 Ar Gartenland ausgestattet waren. Zunächst wurden die Neubauern im alten Wohnhaus des Vorwerks und in der Schnitterkaserne untergebracht. 1951/1952 entstanden dann entlang des Siedlungsweges 10 kleine Wohnhäuser mitsamt Stallungen. Die Siedlungsstraße, die, abgesehen von der Bundesstraße, die einzige Straße von Stadt Frankfurt ist, wurde mit 10 Tonnen aus Thale herbeigeschaffter Schlacke hergerichtet. Im Jahr 1953 wurde vom alten Brunnen des Vorwerks eine Wasserleitung zu den Grundstücken gelegt, da zwei neue Bohrungen nach Wasser erfolglos geblieben waren.
In der Zeit nach 1945 erhielt Stadt Frankfurt eine eigene Poststelle. Der Gasthof selbst wurde nach 1945 noch kurz vom Gastwirt Werner betrieben, steht seit dem jedoch leer. In den 1950er Jahren fertigte der Bördemaler August Bratfisch mehrere Federzeichnungen in der Umgebung von Stadt Frankfurt an.
1954 wurde in der Kaserne ein Kulturraum eingerichtet, der auch mit einem Fernseher ausgestattet war. 1957 wurde in der Schnitterkaserne ein Kindergarten für 14 Kinder eingerichtet. Über dem Kindergarten befand sich ein kleiner Saal. In dieser Etage wurden auch verschiedene Produkte des landwirtschaftlichen Bedarfs wie Getreide, Futter-, Dünge- und Schädlingsbekämpfungsmittel gelagert. Ein Buswartehäuschen entstand im Dezember 1970.
Am 3. September 1958 gründete man die LPG Typ I „Blaue Warte“ Stadt Frankfurt. 1973 wurde die LPG mit weiteren Genossenschaften vereinigt. Nach einer weiteren Fusion gehörte man dann zur LPG III Deutsch-Sowjetische Freundschaft.
Nach der politischen Wende des Jahres 1989 waren in Stadt Frankfurt dann keine landwirtschaftlichen Betriebe mehr ansässig. 1990 entstanden eine Autoverwertung und eine Firma für Rohrreinigung. Es folgte ein Unternehmen für Landschaftsgestaltung. Die Einwohnerzahl war bis 1995 auf 25 Personen gesunken.
Mit Beschluss des Stadtrates der Stadt Wanzleben vom 21. Dezember 1996 wurde in der Nähe Stadt Frankfurts ein Windpark eingerichtet. Der Siedlungsweg wurde im Jahr 2000 saniert. Die Einwohnerzahl stieg von 30 im Jahr 2000 auf 34 im Jahr 2005.
Während die Siedlungshäuser der 1950er Jahre umgebaut, erweitert und saniert auch heute bewohnt sind, sind sowohl der alte Gasthof und das alte Wohnhaus samt Kaserne ungenutzt und verfallen.